# Félix Gogo
Félix Gogo (né à Anvers le 12 novembre 1872 et mort dans la même ville le 30 novembre 1953) est un peintre belge. Son champ pictural couvre les portraits, les paysages et les natures mortes.

## Biographie

### Famille et formation
Félix (Ludovicus Felix) Gogo, né à Anvers le 12 novembre 1872, est l'aîné des six enfants de Carolus Ludovicus Gogo, dinandier, et de Maria Catharina Wouters. Son père meurt en 1882. Félix Gogo est étudiant à l'Académie Royale des Beaux-Arts d'Anvers à partir de 1887 (sous le professorat d'Eugène Joors, notamment) et à partir de 1891 à l'Institut Supérieur des Beaux-Arts, où il reçoit l'enseignement, entre autres, de Pierre Jean Van der Ouderaa. 

### Premiers succès
Il participe aux concours de peinture pour le Prix de Rome belge en 1892, 1895, 1898 (second deuxième prix) et 1901 (premier second prix grâce à son œuvre Consolation des opprimés),. Félix Gogo voyage en Espagne, au Maroc, en Tunisie et en Italie. Il peint des scènes locales dans chacun de ces pays.

### Carrière professorale et artistique
En octobre 1904, Félix Gogo devient professeur à l'Académie de Termonde, puis en 1910 à l'Académie royale des beaux-arts d'Anvers. De 1934 à 1939, Félix Gogo est directeur de l'Académie des Beaux-Arts de Termonde. Il participe régulièrement aux expositions picturales du Salon de Bruxelles.
Félix Gogo peint des personnages, des paysages, notamment en Campine, où il capte la lumière dans une touche impressionniste. Il représente également le littoral de la mer du Nord, des paysages urbains, des intérieurs (souvent d'églises) et des natures mortes. Il traite également ses thèmes de prédilection dans des lithographies. En 1912, Félix Gogo réalise un certain nombre de peintures murales à l'Opéra d'Anvers ; ces œuvres n'existent plus depuis lors. Il est membre des associations d'artistes De Scalden, de Als ik Kan, dont il devient, vers 1904 le président, ainsi que de « l'Association nationale des peintres et sculpteurs de Belgique ».

### Mort
Félix Gogo meurt à Anvers, à l'âge de 81 ans, le 30 novembre 1953. Il est inhumé au cimetière de Berchem.

## Expositions
- 1897, Borgerhout, XIIIe exposition de Eigen Vorming en août 1897 : Première chanson[7].
- 1901, Anvers, exposition Als ik Kan ;
- 1902, Anvers, exposition Als ik Kan : Le Bois sacré ;
- 1904, Anvers, salon triennal[8].
- 1905, Anvers, Galerie Buyle, 50e salon de Als ik Kan : Intérieur d'une chapelle à Tolède ;
- 1906, Rotterdam, salon quadriennal : Le Marchand de statuettes ;
- 1907, Bruxelles, Salon : Fille du peuple ;
- 1925, Gand, Salon : Intérieur campinois , Bateau de pêche ;
- 1926, Termonde, académie royale ;
- 1927, Anvers, Exposition Félix Gogo, salle Wysen ;
- 1933, Gand, Salon : Intérieur campinois, Intérieur hollandais ;
- 1934, Ostende, Casino-Kursaal ;
- 1937, Gand, Salon : Intérieur, Intérieur d'une pharmacie ;
- 1907, Anvers, exposition Als ik Kan.

## Musées
- Musée royal des Beaux-Arts d'Anvers ;
- Dinant, collection de la ville ;
- Lierre, Musée Wuyts Van Campen et Baron Caroly ;

## Évolution de la réception critique
Lors de l'exposition de Als ik Kan de 1903, Félix Gogo propose des vues d'Espagne et du Maroc qu'il a visités et que la critique du journal Le Matin juge curieuses et tourmentées. 
En 1906, au cours de l'exposition des beaux-arts à la salle Buyle à Anvers, le quotidien Le Matin publie : « Félix Gogo, un concitoyen dont les succès comme élève de l'Académie et de l'Institut, sont encore dans la mémoire de tous, expose une quinzaine de toiles : intérieurs en Campine et souvenirs de voyage du plus haut intérêt. Un grand pas en avant a été fait par l'auteur du Camelot qui, s'il persévère dans sa facture, devenue enfin personnelle, une place en évidence dans la pléiade des jeunes artistes sur lesquels l'art flamand fonde les plus légitimes espérances ».
En 1927, une exposition intégralement consacrée à ses œuvres récentes est organisée à la salle Wyssen à Anvers. Le journal la Métropole publie : « Voici une peinture riante et sagement arrêtée loin des outrances. Félix Gogo s'en tient à la traditionnelle esthétique qui fit les beaux jours de l'impressionnisme. Il a raison, puisqu'elle suffit à traduire ses impressions et à donner un corps à ses rêves. Car Félix Gogo est un artiste qui rêve. [―] Dans le vaste salon qu'il nous présente aujourd'hui, je découvre trois sources d'inspiration : la Campine, l'Orient et la Fantaisie. À la Campine, il demande surtout des intérieurs : la chaumière campinoise crépie à la chaux, avec ses objets de piété toujours les mêmes, rangés sur le traditionnel bahut. Le carrelage rouge est déteint par les lavages séculaires des fins de semaine. Et ces tons très humbles suffisent à composer d'émouvantes et pieuses toiles. L'Italie inspire aussi l'artiste qui s'attarde aux coins archi-connus de Venise. Il les reproduit néanmoins avec un sens personnel de rouge et de bleu qui n'est pas sans charme et qui arrive à produire de curieuses, quoique rudimentaires harmonies[…] J'aime moins les nus et les marines, il me semblent que là dominent le poncif et les effets voulus de l'atelier. Trop de recettes pour trop peu d'art. Par contre les fleurs sont le plus souvent fort belles. Félix Gogo est un probe et remarquable artiste ».

## Honneurs
- Chevalier de l'ordre de Léopold (1921)[11] ;
- Officier de l'ordre de la Couronne (26 juillet 1930)[12].
- Officier de l'ordre de Léopold (1938)[5].